# Керлінг на зимових Олімпійських іграх 2018 — змішані пари
Змаганнях з керлінгу серед змішаних пар на зимових Олімпійських іграх 2018, пройшли з 8 по 13 лютого, участь взяли 8 збірних.

## Призери
| Золото                         | Срібло                            | Бронза                                       |
| Канада Кейтлін Лоз Джон Морріс | Швейцарія Женні Перре Мартін Ріос | Норвегія Крістін Скаслієн Магнус Недреготтен |

## Команди
| Канада                                                         | Китай                                  | Фінляндія                                  | Норвегія                                             |
| -------------------------------------------------------------- | -------------------------------------- | ------------------------------------------ | ---------------------------------------------------- |
| Жінки: Кейтлін Лоз Чоловіки: Джон Морріс                       | Жінки: Ван Руй Чоловіки: Ба Десінь     | Жінки: Уна Каусте Чоловіки: Томі Рантамякі | Жінки: Крістін Скасліен Чоловіки: Магнус Недреготтен |
| Спортсмени з Росії                                             | Південна Корея                         | Швейцарія                                  | США                                                  |
| Жінки: Анастасія Бризгалова Чоловіки: Олександр Крушельницький | Жінки: Чан Хе Джі Чоловіки: Лі Гі Джон | Жінки: Єнні Перре Чоловіки: Мартін Ріос    | Жінки: Ребекка Гамільтон Чоловіки: Метт Гамільтон    |